# Gare de Nonancourt
La gare de Nonancourt est une halte ferroviaire française de la ligne de Saint-Cyr à Surdon, située sur le territoire de la commune de Nonancourt, dans le département de l'Eure, en région Normandie.
C'est une halte de la Société nationale des chemins de fer français (SNCF) desservie par les trains du réseau Nomad Train (TER Normandie).

## Situation ferroviaire
Établie à 139 mètres d'altitude, la gare de Nonancourt est située au point kilométrique (PK) 96,366 de la ligne de Saint-Cyr à Surdon, entre les gares fermées de Saint-Germain - Saint-Rémy et de Tillières ; et les gares ouvertes de Dreux et de Verneuil-sur-Avre.

## Histoire
Elle est mise en service le 1er octobre 1866 avec l'ouverture de la voie entre la gare de Dreux et la gare de L'Aigle.

## Fréquentation
De 2015 à 2023, selon les estimations de la SNCF, la fréquentation annuelle de la gare s'élève aux nombres indiqués dans le tableau ci-dessous.
| Année     | 2015   | 2016   | 2017   | 2018  | 2019   | 2020  | 2021  | 2022   | 2023   |
| --------- | ------ | ------ | ------ | ----- | ------ | ----- | ----- | ------ | ------ |
| Voyageurs | 14 725 | 13 214 | 10 910 | 9 831 | 10 375 | 5 516 | 6 321 | 11 034 | 11 644 |

## Service des voyageurs

### Accueil
Halte SNCF, elle dispose d'un bâtiment voyageurs fermé depuis le 1er octobre 2014. Il n'y a plus de vente de titres de transport.
Elle est équipée de deux quais latéraux qui sont encadrés par deux voies. Le changement de quai se fait par une passerelle.

### Desserte
En 2023, la halte est essentiellement desservie par des navettes Paris - Argentan (ainsi que quelques navettes Granville - Paris ou Dreux - Granville en semaine) de la ligne commerciale de Paris à Granville (TER Normandie).

### Intermodalité
Un parking est aménagé à ses abords.
De plus, l'arrêt de bus "Rue de la Gare" situé à environ 400 mètres de la gare, est desservi par la ligne 211 (Dreux - Évreux) du réseau Nomad Cars Eure (anciennement réseau interurbain de l'Eure).